# 海苔熊
海苔熊（英語：Hai Tai Bear，1984年11月20日—），本名程威銓，臺灣男性心理學家、諮商心理師、愛情專欄作家及播客節目主持人。現擔任依取有限公司顧問、英邦德科技股份有限公司公關總監等多項職務。同時也常在《PanSci 泛科學》、《女人迷》、《姊妹淘》、《失落戀花園》等撰寫專欄文章。
海苔熊專長領域為兩性關係、親密關係、社會心理學、正向心理學。自2010年即時常在網路上撰寫愛情心理學的文章，鑽研「幸福感」的研究，擅於透過心理學探討性別關係與親密關係。自稱與哲學哲學雞蛋糕老闆朱家安與前《泛科學》總編輯陸子鈞有著複雜的三角關係，起因於2012年預言世界末日的12月21日當天，在一場名為「末日之戀」的科普講座分別以各自專業探討「戀愛」議題。

## 簡歷
海苔熊本名程威銓，爺爺是參與抗戰的國軍，隨著國民政府敗退便往台灣生活。其父家教嚴厲，對洗衣服頗為著緊，曾擔任中華民國總統府憲兵，經歷多次中風和罹癌。他曾就讀新北市三重區修德國民小學及臺北市立成功高級中學，16歲患上廣泛性焦慮症（源自小時候常忘記將口袋衛生紙先行取出，令洗衣機布滿殘屑而被父親幾次怒打），後來考上政治大學哲學系，大學二年級則轉至同校心理系；在校期間當兼職五六年的數學補習教師。2009、2010年間，他於修讀台灣大學心理學系暨研究所碩士課程期間，開始心理學相關的文章書寫，並因感到苦悶而把整理好的中文文章放到批踢踢上，結果累積了不少讀者。
碩士畢業後，海苔熊曾擔任新北市立明志國民中學的輔導老師三年，隨後受到學生啟發，發覺「理論」不足以面對生活中的大小事，遂進一步透過網路調查，了解網民失戀時會做什麼，亦決定報讀彰化師範大學輔導與諮商學系博士班。他擅長用淺顯文字和跟插畫，幫助網友解決心理困擾；又推出過有關愛情心理學的書籍：《在怦然之後：關於愛情的16堂課》、《暖傷心：失戀癒療的15個練習》、《對愛，一直以來你都想錯了：學會愛自己，也能安然去愛的24堂愛情心理學》。另外，他於2010年、2011年10月及2016年9月起，分別擔任《女人迷》專欄作家、《泛科學》作家、《失落戀花園》專欄作家兼知識總監。

## 著作
- 《在怦然之後：關於愛情的16堂課》（大真文化、2013年、ISBN 9789868956100）
- 《暖傷心：失戀癒療的15個練習》（大真文化、2015年、ISBN 9868956110）
- 《對愛，一直以來你都想錯了：學會愛自己，也能安然去愛的24堂愛情心理學》（三采出版社、2021年、ISBN 9789576585166）
- 《因為有黑暗，我們才能在彼此生命裏靠岸》(時報出版、2022年、ISBN 9786263359727 )

## 外部連結
- 海苔熊的Facebook專頁
- 海苔熊的Instagram帳戶